# Équipe de Suisse de unihockey
L'équipe de Suisse de unihockey masculin représente Swiss Unihockey, la fédération nationale, lors des compétitions internationales, notamment aux championnats du monde hommes et hommes des moins de 19 ans.

## Palmarès hommes

### Aux championnats d'Europe
| Année | Tour                   | Classement                 | J  | G | N | P | Bp | Bc |
| ----- | ---------------------- | -------------------------- | -- | - | - | - | -- | -- |
| 1994  | Match pour la 3e place | Médaille de bronze, Europe | 5  | 4 | 0 | 1 | 21 | 11 |
| 1995  | Match pour la 3e place | Médaille de bronze, Europe | 7  | 5 | 0 | 2 | 41 | 13 |
| Total | 2/2                    | -                          | 12 | 9 | 0 | 3 | 62 | 24 |

### Aux championnats du monde
| Année | Tour                   | Classement                | J  | G  | N | P  | Bp  | Bc  |
| ----- | ---------------------- | ------------------------- | -- | -- | - | -- | --- | --- |
| 1996  | Match pour la 5e place | 5e                        | 6  | 4  | 1 | 1  | 43  | 22  |
| 1998  | Finale                 | Médaille d'argent, monde  | 5  | 3  | 0 | 2  | 24  | 23  |
| 2000  | Match pour la 3e place | Médaille de bronze, monde | 5  | 3  | 0 | 2  | 23  | 18  |
| 2002  | Match pour la 3e place | Médaille de bronze, monde | 6  | 4  | 0 | 2  | 24  | 22  |
| 2004  | Match pour la 3e place | 4e                        | 6  | 4  | 0 | 2  | 43  | 25  |
| 2006  | Match pour la 3e place | Médaille de bronze, monde | 6  | 3  | 0 | 3  | 55  | 27  |
| 2008  | Match pour la 3e place | Médaille de bronze, monde | 6  | 4  | 0 | 2  | 35  | 24  |
| 2010  | Match pour la 3e place | 4e                        | 6  | 4  | 0 | 2  | 69  | 18  |
| 2012  | Match pour la 3e place | Médaille de bronze, monde | 6  | 5  | 0 | 1  | 79  | 16  |
| 2014  | Match pour la 3e place | 4e                        | 6  | 3  | 0 | 3  | 29  | 27  |
| 2016  | Match pour la 3e place | Médaille de bronze, monde | 6  | 4  | 0 | 2  | 40  | 27  |
| 2018  | Match pour la 3e place | Médaille de bronze, monde | 6  | 4  | 0 | 2  | 35  | 19  |
| 2021  | Match pour la 3e place | 4e                        | 6  | 4  | 0 | 2  | 33  | 19  |
| 2022  | Match pour la 3e place | 4e                        | 6  | 3  | 1 | 2  | 29  | 29  |
| 2024  | Match pour la 5e place | 5e                        | 6  | 3  | 1 | 2  | 29  | 18  |
| 2026  |                        |                           |    |    |   |    |     |     |
| Total | 15/15                  | -                         | 88 | 55 | 3 | 30 | 590 | 334 |

### Aux Jeux mondiaux
| Année | Tour                   | Classement               | J       | G       | N       | P       | Bp      | Bc      |
| ----- | ---------------------- | ------------------------ | ------- | ------- | ------- | ------- | ------- | ------- |
| 2017  | Finale                 | Médaille d'argent, monde | 4       | 2       | 0       | 2       | 27      | 12      |
| 2022  | Match pour la 5e place | 5e                       | 4       | 2       | 0       | 2       | 27      | 13      |
| 2025  | À venir                | À venir                  | À venir | À venir | À venir | À venir | À venir | À venir |
| Total | 2/2                    | -                        | 8       | 4       | 0       | 4       | 54      | 25      |

## Palmarès hommes des moins de 19 ans

### Aux championnats du monde
| Année | Tour                   | Classement                | J  | G  | N | P  | Bp  | Bc  |
| ----- | ---------------------- | ------------------------- | -- | -- | - | -- | --- | --- |
| 2001  | Finale                 | Médaille d'argent, monde  | 6  | 5  | 0 | 1  | 49  | 19  |
| 2003  | Match pour la 3e place | 4e                        | 5  | 2  | 0 | 3  | 26  | 26  |
| 2005  | Match pour la 3e place | Médaille de bronze, monde | 5  | 3  | 0 | 2  | 43  | 23  |
| 2007  | Match pour la 3e place | 4e                        | 5  | 2  | 0 | 3  | 27  | 27  |
| 2009  | Match pour la 3e place | Médaille de bronze, monde | 5  | 3  | 0 | 2  | 33  | 19  |
| 2011  | Match pour la 3e place | Médaille de bronze, monde | 5  | 3  | 0 | 2  | 35  | 23  |
| 2013  | Finale                 | Médaille d'argent, monde  | 5  | 3  | 0 | 2  | 26  | 20  |
| 2015  | Finale                 | Médaille d'argent, monde  | 5  | 3  | 0 | 2  | 31  | 41  |
| 2017  | Match pour la 3e place | 4e                        | 5  | 2  | 0 | 3  | 34  | 29  |
| 2019  | Match pour la 3e place | 4e                        | 5  | 2  | 0 | 3  | 23  | 26  |
| 2021  | Match pour la 3e place | 4e                        | 5  | 2  | 0 | 3  | 30  | 20  |
| 2023  | Finale                 | Médaille d'argent, monde  | 5  | 3  | 0 | 2  | 39  | 21  |
| 2025  |                        |                           |    |    |   |    |     |     |
| Total | 12/12                  | -                         | 61 | 33 | 0 | 28 | 396 | 304 |